# Actophilornis africanus
La jacana africana  (Actophilornis africana) es una especie de ave caradriforme de la familia Jacanidae propia del continente africano. Se encuentra en casi todos los humedales del África subsahariana.

## Galería de imágenes

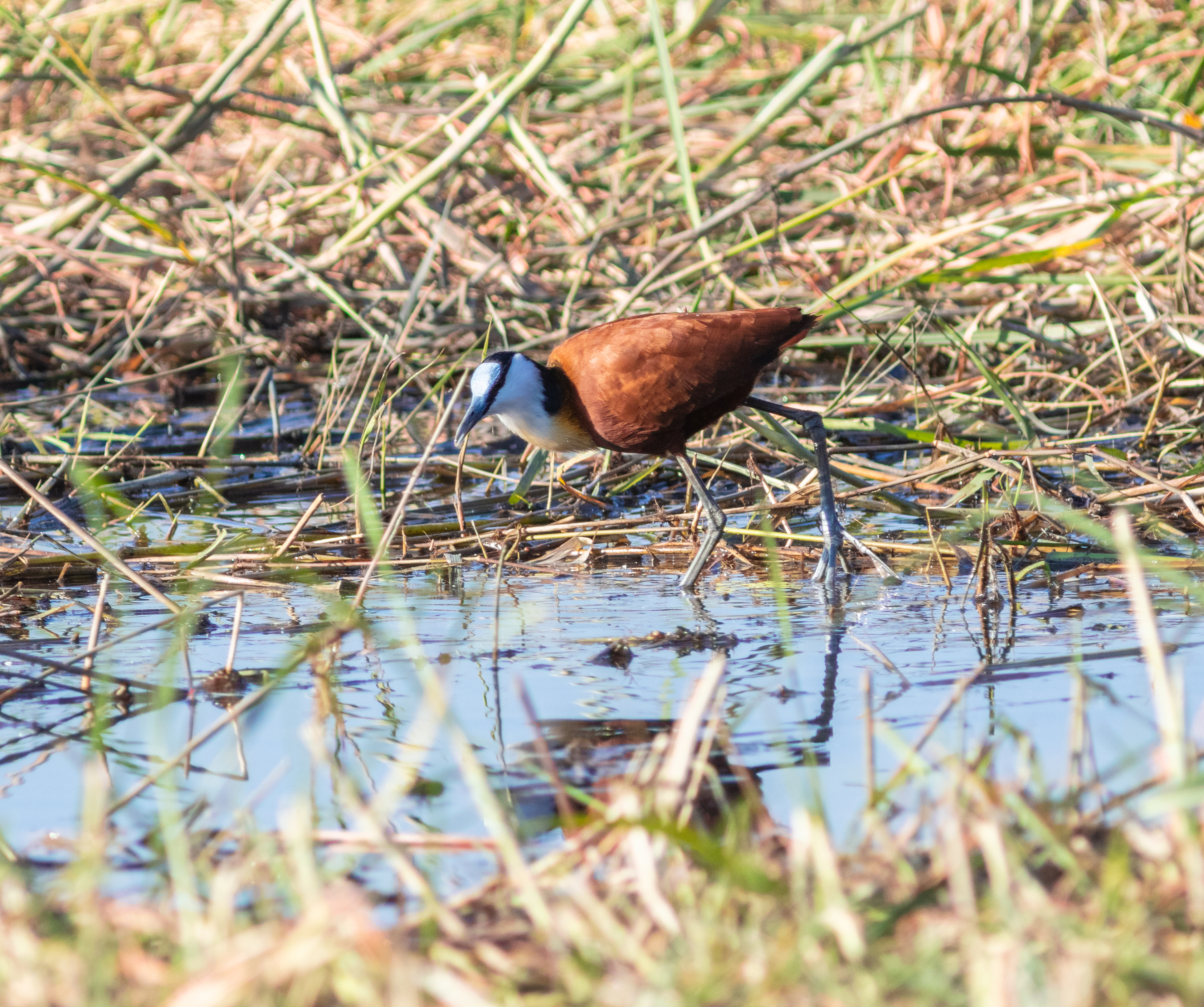
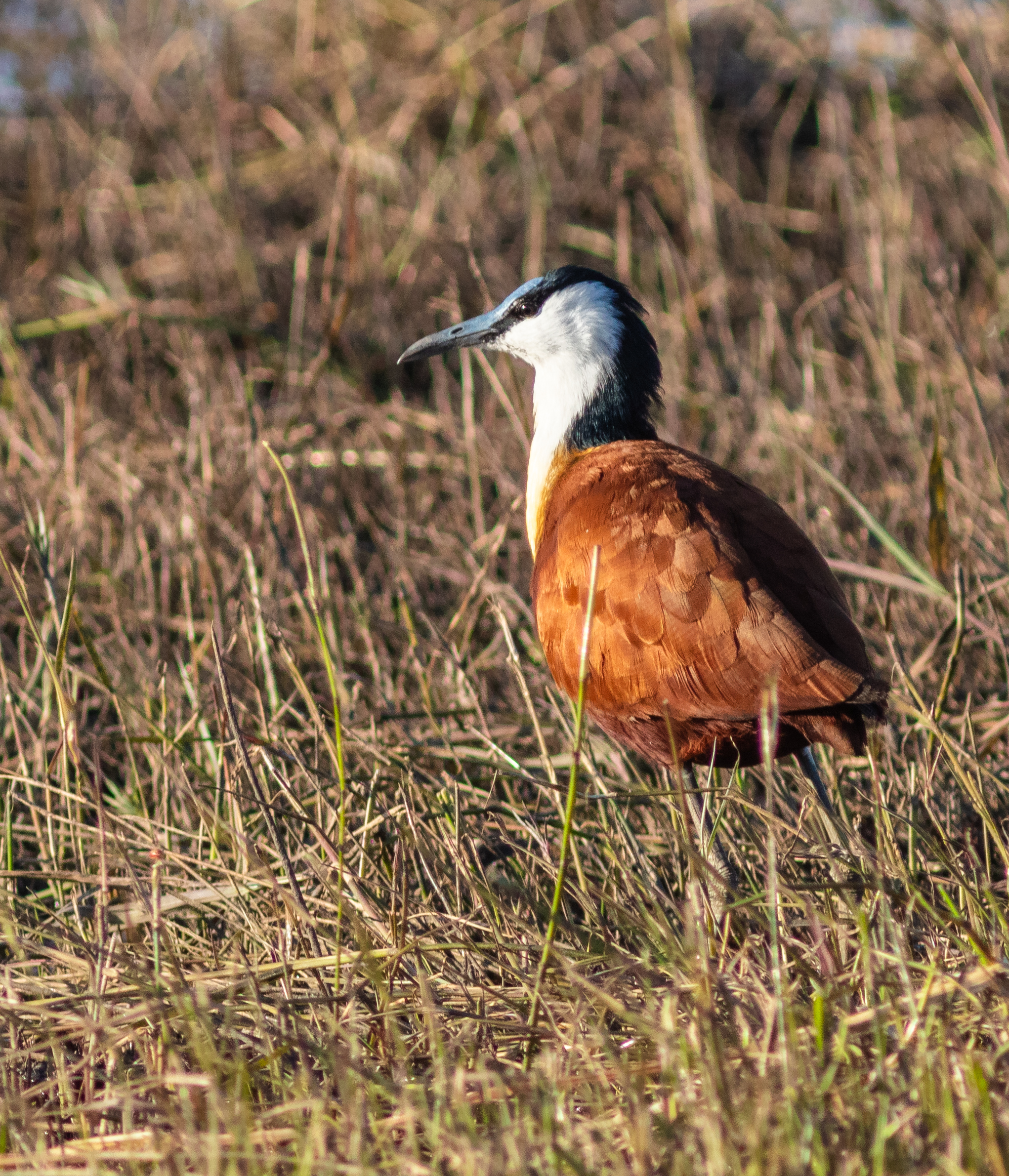
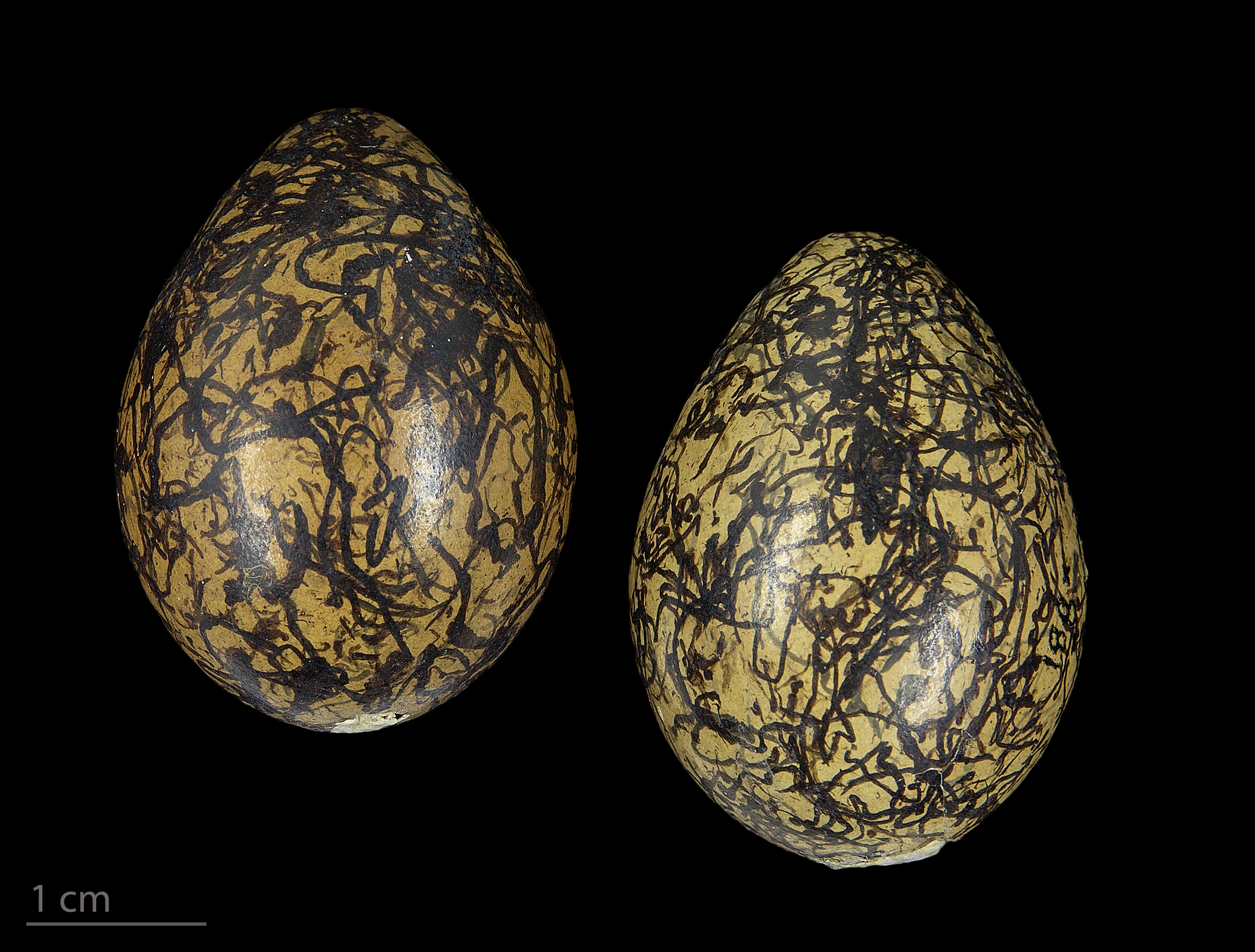